# 第92回アカデミー賞
第92回アカデミー賞（だい92かいアカデミーしょう）は、映画芸術科学アカデミー（AMPAS）が主催する賞であり、2019年の映画を対象とし、2020年2月9日にカリフォルニア州ロサンゼルス市ハリウッドのドルビー・シアターで午後5時（PST）より授賞式が行われた。この10年、授賞式は2月下旬以降に行われていたが、この年は通常より早めの2月9日の開催となった。

## 受賞とノミネート
第92回アカデミー賞のノミネートは2020年1月13日5時18分PST(13時18分UTC)にサミュエル・ゴールドウィン・シアターでジョン・チョーとイッサ・レイにより発表され、ストリーミング配信された。
受賞者は各項目最上段に太字でダブルダガー () 付きのものである。
| 作品賞 - 『パラサイト 半地下の家族』 - クァク・シネ、ポン・ジュノ - 『フォードvsフェラーリ』 - ピーター・チャーニン、ジェンノ・トッピング、ジェームズ・マンゴールド - 『アイリッシュマン』 - マーティン・スコセッシ、ロバート・デ・ニーロ、ジェーン・ローゼンタール、エマ・ティリンジャー・コスコフ - 『ジョジョ・ラビット』 - カシュー・ニール、タイカ・ワイティティ、チェルシー・ウィンスタンリー - 『ジョーカー』 - トッド・フィリップス、ブラッドリー・クーパー、エマ・ティリンジャー・コスコフ - 『ストーリー・オブ・マイライフ/わたしの若草物語』 - エイミー・パスカル - 『マリッジ・ストーリー』 - ノア・バームバック、デヴィッド・ハイマン - 『1917 命をかけた伝令』 - サム・メンデス、ピッパ・ハリス、ジェーン＝アン・テングレン、カラム・マクドゥーガル - 『ワンス・アポン・ア・タイム・イン・ハリウッド』 - デヴィッド・ハイマン、シャノン・マッキントッシュ、クエンティン・タランティーノ | 監督賞 - ポン・ジュノ - 『パラサイト 半地下の家族』 - マーティン・スコセッシ - 『アイリッシュマン』 - トッド・フィリップス - 『ジョーカー』 - サム・メンデス - 『1917 命をかけた伝令』 - クエンティン・タランティーノ - 『ワンス・アポン・ア・タイム・イン・ハリウッド』 |
| 主演男優賞 - ホアキン・フェニックス - 『ジョーカー』 - アーサー・フレック/ジョーカー役 - アントニオ・バンデラス - 『ペイン・アンド・グローリー』 - サルヴァドール・マッロー役 - レオナルド・ディカプリオ - 『ワンス・アポン・ア・タイム・イン・ハリウッド』 - リック・ダルトン役 - アダム・ドライヴァー - 『マリッジ・ストーリー』 - チャーリー・バーバー役 - ジョナサン・プライス - 『2人のローマ教皇』 - ホルヘ・マリオ・ベルゴリオ枢機卿役 | 主演女優賞 - レネー・ゼルウィガー - 『ジュディ 虹の彼方に』 - ジュディ・ガーランド役 - シンシア・エリヴォ - 『ハリエット』 - ハリエット・タブマン役 - スカーレット・ヨハンソン - 『マリッジ・ストーリー』 - ニコール・バーバー役 - シアーシャ・ローナン - 『ストーリー・オブ・マイライフ/わたしの若草物語』 - ジョゼフィーン・"ジョー"・マーチ役 - シャーリーズ・セロン - 『スキャンダル』 - メーガン・ケリー役 |
| 助演男優賞 - ブラッド・ピット - 『ワンス・アポン・ア・タイム・イン・ハリウッド』 - クリフ・ブース役 - トム・ハンクス - 『幸せへのまわり道』 - フレッド・ロジャース役 - アンソニー・ホプキンス - 『2人のローマ教皇』 - 教皇ベネディクト16世役 - アル・パチーノ - 『アイリッシュマン』 - ジミー・ホッファ役 - ジョー・ペシ - 『アイリッシュマン』 - ラッセル・ブファリーノ役 | 助演女優賞 - ローラ・ダーン - 『マリッジ・ストーリー』 - ノラ・ファンショー役 - キャシー・ベイツ - 『リチャード・ジュエル』 - バーバラ・"ボビー"・ジュエル役 - スカーレット・ヨハンソン - 『ジョジョ・ラビット』 - ロージー・ベッツラー役 - フローレンス・ピュー - 『ストーリー・オブ・マイライフ/わたしの若草物語』 - エイミー・マーチ役 - マーゴット・ロビー - 『スキャンダル』 - ケイラ・ポシュピシル役 |
| 脚本賞 - 『パラサイト 半地下の家族』 - ポン・ジュノ、ハン・チンウォン - 『ナイブズ・アウト/名探偵と刃の館の秘密』 - ライアン・ジョンソン - 『マリッジ・ストーリー』 - ノア・バームバック - 『1917 命をかけた伝令』 - サム・メンデス、クリスティ・ウィルソン＝ケアンズ - 『ワンス・アポン・ア・タイム・イン・ハリウッド』 - クエンティン・タランティーノ | 脚色賞 - 『ジョジョ・ラビット』 - タイカ・ワイティティ - クリスティン・ルーネンズの小説『Caging Skies』より - 『アイリッシュマン』 - スティーヴン・ゼイリアン - チャールズ・ブラントの同名書籍より - 『ジョーカー』 - トッド・フィリップス、スコット・シルヴァー - ビル・フィンガー、ボブ・ケーン、ジェリー・ロビンソン創作のキャラクターより - 『ストーリー・オブ・マイライフ/わたしの若草物語』 - グレタ・ガーウィグ - ルイーザ・メイ・オルコットの同名小説より - 『2人のローマ教皇』 - アンソニー・マクカーテン - 自身の戯曲『The Pope』より                                                |
| 長編アニメ映画賞 - 『トイ・ストーリー4』 - ジョシュ・クーリー、ジョナス・リヴェラ、マーク・ニールセン - 『ヒックとドラゴン 聖地への冒険』 - ディーン・デュボア、ボニー・アーノルド、ブラッド・ルイス - 『失くした体』 - ジェレミー・クラパン、マルク・デュ・ポンタヴィス - 『クロース』 - セルジオ・パブロス、ジンコ・ゴトー、マリサ・ローマン - 『ミッシング・リンク 英国紳士と秘密の相棒』 - クリス・バトラー、アリアンヌ・サットナー、トラヴィス・ナイト | 国際長編映画賞 - 『パラサイト 半地下の家族』 ( 韓国)、韓国語 - ポン・ジュノ監督 - 『聖なる犯罪者』 ( ポーランド)、ポーランド語 - ヤン・コマサ監督 - 『ハニーランド 永遠の谷』 ( 北マケドニア)、トルコ語 - タマラ・コテフスカ監督、リュボミィル・ステファノフ監督 - 『レ・ミゼラブル』 ( フランス)、フランス語 - ラジ・リ監督 - 『ペイン・アンド・グローリー』 () スペイン)、スペイン語 - ペドロ・アルモドヴァル監督 |
| 長編ドキュメンタリー映画賞 - 『アメリカン・ファクトリー』 - スティーヴン・ボグナー、ジュリア・ライカート、ジェフ・ライカート - 『ザ・ケーブ』 - フェラス・ファイヤド、キルスティン・バーフォド、シグリッド・ダイヤール - 『ブラジル -消えゆく民主主義-』 - ペトラ・コスタ、ジョアンナ・ナタセガラ、シェーン・ボリス、ティアゴ・パヴァン - 『娘は戦場で生まれた』 - ワアド・アル＝カデブ、エドワード・ワッツ - 『ハニーランド 永遠の谷』 - リュボミィル・ステファノフ、タマラ・コテフスカ、アタナス・ゲオルギエフ | 短編ドキュメンタリー映画賞 - 『スケボーが私を変える アフガニスタン 少女たちの挑戦』 - キャロル・ディシンガー、エレナ・アンドレイチェヴァ - 『不在の記憶』 - イ・スンジュン、ゲイリー・ビョンソク・カム - 『眠りに生きる子供たち』 - ジョン・ハプタス、クリスティン・サミュエルソン - 『St. Louis Superman』 - スムリッティ・マンドゥラ、サミ・カーン - 『Walk Run Cha-Cha』 - ローラ・ニックス、コレット・ザンドシュテット |
| 短編映画賞 - 『向かいの窓』 - マーシャル・カリー - 『兄弟愛』 - メリアム・ジョーバー、マリア・グラシア・タージョン - 『Nefta Football Club』 - イヴ・ピアット、ダミアン・メグハービ - 『Saria』 - ブライアン・バックリー、マット・ルフェーブル - 『A Sister』 - デルフィン・デラード | 短編アニメ映画賞 - 『ヘアー・ラブ』 - マシュー・A・チェリー、カレン・ルパート・トリヴァー - 『娘』 - ダリア カスチエヴァ - 『猫とピットブル』 - ロサーナ・サリヴァン、キャスリン・ヘンドリクソン - 『忘れられない』 - ブリュノ・コレ、ジャン＝フランソワ・ル・カレ - 『Sister』 – シチィ・ソング |
| 作曲賞 - 『ジョーカー』 - ヒドゥル・グドナドッティル - 『ストーリー・オブ・マイライフ/わたしの若草物語』 - アレクサンドル・デスプラ - 『マリッジ・ストーリー』 - ランディ・ニューマン - 『1917 命をかけた伝令』 - トーマス・ニューマン - 『スター・ウォーズ/スカイウォーカーの夜明け』 - ジョン・ウィリアムズ | 歌曲賞 - 「(アイム・ゴナ)ラヴ・ミー・アゲイン」 - 『ロケットマン』 - 作曲: エルトン・ジョン、作詞: バーニー・トーピン - 「君のため」 - 『トイ・ストーリー4』 - 作詞・作曲: ランディ・ニューマン - "I'm Standing with You" - 『ブレイクスルー 奇跡の生還』 - 作詞・作曲: ダイアン・ウォーレン - 「イントゥ・ジ・アンノウン」 - 『アナと雪の女王2』 - 作詞・作曲: クリステン・アンダーソン＝ロペス、ロバート・ロペス - 「スタンド・アップ」 - 『ハリエット』 - 作詞・作曲: ジョシュア・ブライアン・キャンベル、シンシア・エリヴォ                                                                |
| 音響編集賞 - 『フォードvsフェラーリ』 - ドナルド・シルヴェスター - 『ジョーカー』 - アラン・ロバート・マレー - 『1917 命をかけた伝令』 - オリヴァー・ターニー、レイチェル・テート - 『ワンス・アポン・ア・タイム・イン・ハリウッド』 - ワイリー・ステイトマン - 『スター・ウォーズ/スカイウォーカーの夜明け』 - マシュー・ウッド、デヴィッド・アコード | 録音賞 - 『1917 命をかけた伝令』 - マーク・テイラー、スチュアート・ウィルソン - 『アド・アストラ』 - ゲイリー・ライドストロム、トム・ジョンソン、マーク・ウラノ - 『フォードvsフェラーリ』 - ポール・マッセイ、デヴィッド・ジャンマルコ、スティーヴ・A・モロー - 『ジョーカー』 - トム・オーザニッチ、ディーン・スパンシック、トッド・A・メイトランド - 『ワンス・アポン・ア・タイム・イン・ハリウッド』 - マイケル・ミンクラー、クリスチャン・P・ミンクラー、マーク・ウラノ |
| 美術賞 - 『ワンス・アポン・ア・タイム・イン・ハリウッド』 - プロダクション・デザイン: バーバラ・リング、セット・デコレーション: ナンシー・ヘイ - 『アイリッシュマン』 - プロダクション・デザイン: ボブ・ショウ、セット・デコレーション: レジーナ・グレイヴス - 『ジョジョ・ラビット』 - プロダクション・デザイン: ラ・ヴィンセント、セット・デコレーション: ノラ・ソプコヴァ - 『1917 命をかけた伝令』 - プロダクション・デザイン: デニス・ガスナー、セット・デコレーション: リー・サンデルズ - 『パラサイト 半地下の家族』 - プロダクション・デザイン: イ・ハジュン、セット・デコレーション: チョ・ウォンウ | 撮影賞 - 『1917 命をかけた伝令』 - ロジャー・ディーキンス - 『アイリッシュマン』 - ロドリゴ・プリエト - 『ジョーカー』 - ローレンス・シャー - 『ライトハウス』 - ジェアリン・ブラシュケ - 『ワンス・アポン・ア・タイム・イン・ハリウッド』 - ロバート・リチャードソン |
| メイクアップ&ヘアスタイリング賞 - 『スキャンダル』 - カズ・ヒロ、アン・モーガン、ヴィヴィアン・ベイカー - 『ジョーカー』 - ニッキー・レダーマン、ケイ・ジョージウー - 『ジュディ 虹の彼方に』 - ジェレミー・ウッドヘッド - 『マレフィセント2』 - ポール・グーチ、アリエン・タウテン、デヴィッド・ホワイト - 『1917 命をかけた伝令』 - ナオミ・ダン、トリスタン・ヴァースルイス、レベッカ・コール | 衣装デザイン賞 - 『ストーリー・オブ・マイライフ/わたしの若草物語』 - ジャクリーヌ・デュラン - 『アイリッシュマン』 - サンディ・パウエル、クリストファー・ピーターソン - 『ジョジョ・ラビット』 - メイェス・C・ルベオ - 『ジョーカー』 - マーク・ブリッジス - 『ワンス・アポン・ア・タイム・イン・ハリウッド』 - アリアンヌ・フィリップス |
| 編集賞 - 『フォードvsフェラーリ』 - アンドリュー・バックランド、マイケル・マカスカー - 『アイリッシュマン』 - セルマ・スクーンメイカー - 『ジョジョ・ラビット』 - トム・イーグルス - 『ジョーカー』 - ジェフ・グロス - 『パラサイト 半地下の家族』 - ヤン・ジンモ | 視覚効果賞 - 『1917 命をかけた伝令』 - ギョーム・ロシェロン、グレッグ・バトラー、ドミニク・テューイ - 『アベンジャーズ/エンドゲーム』 - ダン・デリーウ、マット・エイトケン、ラッセル・アール、ダン・サディック - 『アイリッシュマン』 - パブロ・ヘルマン、レナンドロ・エステベコレナ、ステファン・グラブリ、ネルソン・セプルヴェダ - 『ライオン・キング』 - ロバート・レガート、アダム・ヴァルデス、アンドリュー・R・ジョーンズ、エリオット・ニューマン - 『スター・ウォーズ/スカイウォーカーの夜明け』 - ロジャー・ガイエット、ニール・スキャンラン、パトリック・タバック、ドミニク・テューイ |

### 複数の部門での受賞・ノミネート作品
| ノミネート数 | 作品                                              |
| ------------ | ------------------------------------------------- |
| 11           | 『ジョーカー』                                    |
| 10           | 『1917 命をかけた伝令』                           |
| 10           | 『アイリッシュマン』                              |
| 10           | 『ワンス・アポン・ア・タイム・イン・ハリウッド』  |
| 6            | 『ジョジョ・ラビット』                            |
| 6            | 『ストーリー・オブ・マイライフ/わたしの若草物語』 |
| 6            | 『マリッジ・ストーリー』                          |
| 6            | 『パラサイト 半地下の家族』                       |
| 4            | 『フォードvsフェラーリ』                          |
| 3            | 『スキャンダル』                                  |
| 3            | 『スター・ウォーズ/スカイウォーカーの夜明け』     |
| 3            | 『2人のローマ教皇』                               |
| 2            | 『ハリエット』                                    |
| 2            | 『ハニーランド 永遠の谷』                         |
| 2            | 『ジュディ 虹の彼方に』                           |
| 2            | 『ペイン・アンド・グローリー』                    |
| 2            | 『トイ・ストーリー4』                             |

| 受賞数 | 作品                                             |
| ------ | ------------------------------------------------ |
| 4      | 『パラサイト 半地下の家族』                      |
| 3      | 『1917 命をかけた伝令』                          |
| 2      | 『フォードvsフェラーリ』                         |
| 2      | 『ジョーカー』                                   |
| 2      | 『ワンス・アポン・ア・タイム・イン・ハリウッド』 |

## ガヴァナーズ賞

### アカデミー名誉賞
- デヴィッド・リンチ – 監督・脚本家[4]
- ウェス・ステュディ – チェロキー系アメリカ人の俳優[4]
- リナ・ウェルトミューラー – イタリアの監督・脚本家[4]

### ジーン・ハーショルト友愛賞
- ジーナ・デイヴィス – アメリカの女優[4]

## 授賞式情報
2019年4月に開催された理事会で、アカデミーは「外国語映画賞」部門を「国際長編映画賞」部門に改名することを決定した。アニメーション映画やドキュメンタリー映画も同賞の受賞対象になるが、ノミネート作品での会話の大部分を英語以外の言語にする必要がある。
メイクアップ&ヘアスタイリング賞の最終選考枠が7枠から10枠、ノミネート枠が3枠から5枠に拡大した。
2020年1月9日、ABCエンターテイメント社長のケイリー・バークは、ケヴィン・ハートの降板により司会不在で行われた第91回アカデミー賞の評判が良かったことを理由に、今回も司会を起用しない意向を発表した。バークは授賞式に「巨大な娯楽的価値、大きなミュージカル・ナンバー、コメディやスターの力」があることを約束した。